# Erythrolamprus
Erythrolamprus – rodzaj węży z podrodziny ślimaczarzy (Dipsadinae) w rodzinie połozowatych (Colubridae).

## Zasięg występowania
Rodzaj obejmuje gatunki występujące na Martynice, Grenadzie, Saint Lucia, Barbadosie, w Hondurasie, Nikaragui, Kostaryce, Panamie, Kolumbii, Wenezueli, na Curaçao, Trynidadzie i Tobago, w Gujanie, Surinamie, Gujanie Francuskiej, Brazylii, Ekwadorze, Peru, Boliwii, Paragwaju, Argentynie i Urugwaju.

## Morfologia
U wielu gatunków z tego rodzaju występuje zjawisko mimikry; najczęściej naśladowane są jadowite gatunki z rodzaju Micrurus.

## Systematyka

### Etymologia
- Erythrolamprus: gr. ερυθρος eruthros „czerwony”[10]; λαμπρος lampros „błyszczący, świecący, lśniący”[11].
- Liophis: gr. λειος leios „gładki”; οφις ophis, οφεως opheōs „wąż”[3]. Gatunek typowy: Coluber Reginae Linnaeus, 1758.
- Leimadophis: gr. λειμαξ leimax „łąka, ogród”; οφις ophis, οφεως opheōs „wąż”[12]. Gatunek typowy: Coronella almadensis Fitzinger, 1826 (= Natrix almada Wagler, 1824).
- Opheomorphus (Ophiomorphus): gr. οφις ophis, οφεως opheōs „wąż”[13]; μορφη morphē „forma, wygląd”[14]. Gatunek typowy: Coluber miliaris Linnaeus, 1758.
- Pseudophis: gr. ψευδος pseudos „fałszywy”[15]; οφις ophis, οφεως opheōs „wąż”[13]. Gatunek typowy: Xenodon schotti Schlegel, 1837[b].
- Umbrivaga: łac. umbrius „ciemny, mroczny”, od umbra „cień, mrok”[16]; vagus „wędrujący, włóczący się”[17]. Gatunek typowy: Umbrivaga mertensi Roze, 1964.

### Podział systematyczny
Do rodzaju należą następujące gatunki:

- Erythrolamprus aenigma Entiauspe-Neto, Abegg, Koch, Nuñez, Azevedo, Moraes, Tiutenko, Bialves & Loebmann, 2021
- Erythrolamprus aesculapii (Linnaeus, 1766)  – nibykoralówka Eskulapa[18]
- Erythrolamprus albertguentheri Grazziotin, Zaher, R. Murphy, Scrocchi, Benavides, Zhang & Bonatto, 2012
- Erythrolamprus albiventris (Jan, 1863)
- Erythrolamprus almadensis (Wagler, 1824)
- Erythrolamprus andinus (Dixon, 1983)
- Erythrolamprus atraventer (Dixon & Thomas, 1985)
- Erythrolamprus bizona Jan, 1863
- Erythrolamprus breviceps (Cope, 1861)
- Erythrolamprus carajasensis (da Cunha, Nascimento & Ávila-Pires, 1985)
- Erythrolamprus ceii (Dixon, 1991)
- Erythrolamprus cobella (Linnaeus, 1758)
- Erythrolamprus cursor (Lacépède, 1789)
- Erythrolamprus darwinnunezi Torres-Carvajal, Hinojosa & Paucar, 2024
- Erythrolamprus dorsocorallinus (Esqueda, Natera, La Marca & Ilija-Fistar, 2007)
- Erythrolamprus epinephalus (Cope, 1862)
- Erythrolamprus festae (Peracca, 1897)
- Erythrolamprus fraseri Boulenger, 1894
- Erythrolamprus frenatus (F. Werner, 1909)
- Erythrolamprus guentheri Garman, 1883
- Erythrolamprus ingeri (Roze, 1958)
- Erythrolamprus jaegeri (Günther, 1858)
- Erythrolamprus janaleeae (Dixon, 2000)
- Erythrolamprus juliae (Cope, 1879)
- Erythrolamprus lamonae (Dunn, 1944)
- Erythrolamprus macrosomus (Amaral, 1936)
- Erythrolamprus maryellenae (Dixon, 1985)
- Erythrolamprus melanotus (Shaw, 1802)
- Erythrolamprus mertensi (Roze, 1964)
- Erythrolamprus miliaris (Linnaeus, 1758)
- Erythrolamprus mimus (Cope, 1868)
- Erythrolamprus mossoroensis (Hoge & Lima-Verde, 1973)
- Erythrolamprus ocellatus W. Peters, 1868
- Erythrolamprus oligolepis (Boulenger, 1905)
- Erythrolamprus ornatus (Garman, 1887)
- †Erythrolamprus perfuscus (Cope, 1862) (wymarły)
- Erythrolamprus poecilogyrus (Wied-Neuwied, 1825)
- Erythrolamprus pseudocorallus Roze, 1959
- Erythrolamprus pseudoreginae J. Murphy, Braswell, Charles, Auguste, Rivas, Borzée, Lehtinen & Jowers, 2019
- Erythrolamprus pyburni (Markezich & Dixon, 1979)
- Erythrolamprus pygmaeus (Cope, 1868)
- Erythrolamprus reginae (Linnaeus, 1758)
- Erythrolamprus rochai Ascenso, Costa & Prudente, 2019
- Erythrolamprus sagittifer (Jan, 1863)
- Erythrolamprus semiaureus (Cope, 1862)
- Erythrolamprus subocularis (Boulenger, 1902)
- Erythrolamprus taeniogaster (Jan, 1866)
- Erythrolamprus taeniurus (Tschudi, 1845)
- Erythrolamprus torrenicola (Donnelly & C. Myers, 1991)
- Erythrolamprus trebbaui (Roze, 1958)
- Erythrolamprus triscalis (Linnaeus, 1758)
- Erythrolamprus typhlus (Linnaeus, 1758)
- Erythrolamprus viridis (Günther, 1862)
- Erythrolamprus vitti (Dixon, 2000)
- Erythrolamprus williamsi (Roze, 1958)
- Erythrolamprus zweifeli (Roze, 1959)